# 흘로호베츠구

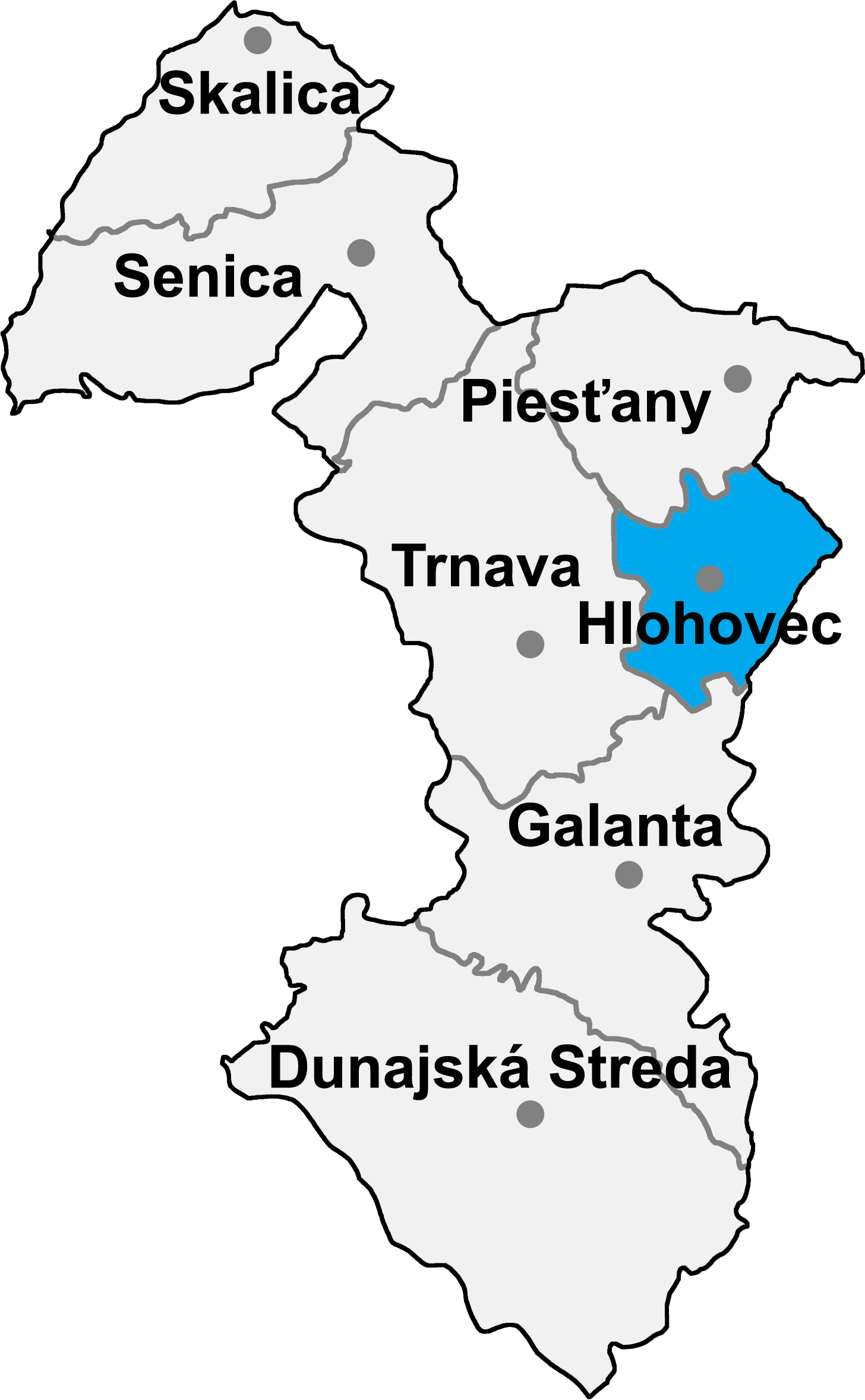
흘로호베츠구의 위치

흘로호베츠구(슬로바키아어: Okres Hlohovec)는 슬로바키아 트르나바주를 구성하는 7개 구 가운데 하나로 행정 중심지는 흘로호베츠이며 면적은 267.16km2, 인구는 45,723명(2014년 기준), 인구 밀도는 171.14명/km2이다.
트르나바주 동부에 위치하며 24개 지방 자치체(2개 시, 22개 마을)를 관할한다. 북쪽으로는 피에슈탸니구, 서쪽으로는 트르나바구, 남쪽으로는 갈란타구, 동쪽으로는 니트라주 니트라구, 토폴차니구와 접한다.